# Saint-Cierge-la-Serre
Saint-Cierge-la-Serre è un comune francese di 249 abitanti situato nel dipartimento dell'Ardèche della regione dell'Alvernia-Rodano-Alpi.

## Società

### Evoluzione demografica
Abitanti censiti